# Sanpellegrino
Die Sanpellegrino S.p.A. ist ein italienischer, zum Nestlé-Konzern gehörender Getränkehersteller mit Sitz in Mailand. Bekanntestes Produkt ist das Mineralwasser S.Pellegrino.

## Geschichte
Das Unternehmen wurde als Società Anonima delle Terme di San Pellegrino am 21. Mai 1899 gegründet. Sitz des Unternehmens war zunächst die Ortschaft San Pellegrino Terme, in der sich die namensgebende Quelle für das Mineralwasser S.Pellegrino befindet. Im Jahr 1904 finanzierte das Unternehmen den Bau der Bahnlinie San Pellegrino-Bergamo. 1957 übernahm das Unternehmen den Mineralwasserhersteller Acqua Panna, 1970 wurde es nach eigenen Angaben zum größten Getränkehersteller Italiens.
Seit 1998 gehört Sanpellegrino zu Nestlé Waters innerhalb des Nestlé-Konzerns.

## Produkte
Die Sanpellegrino-Gruppe stellt folgende Produkte her:
Mineralwasser:

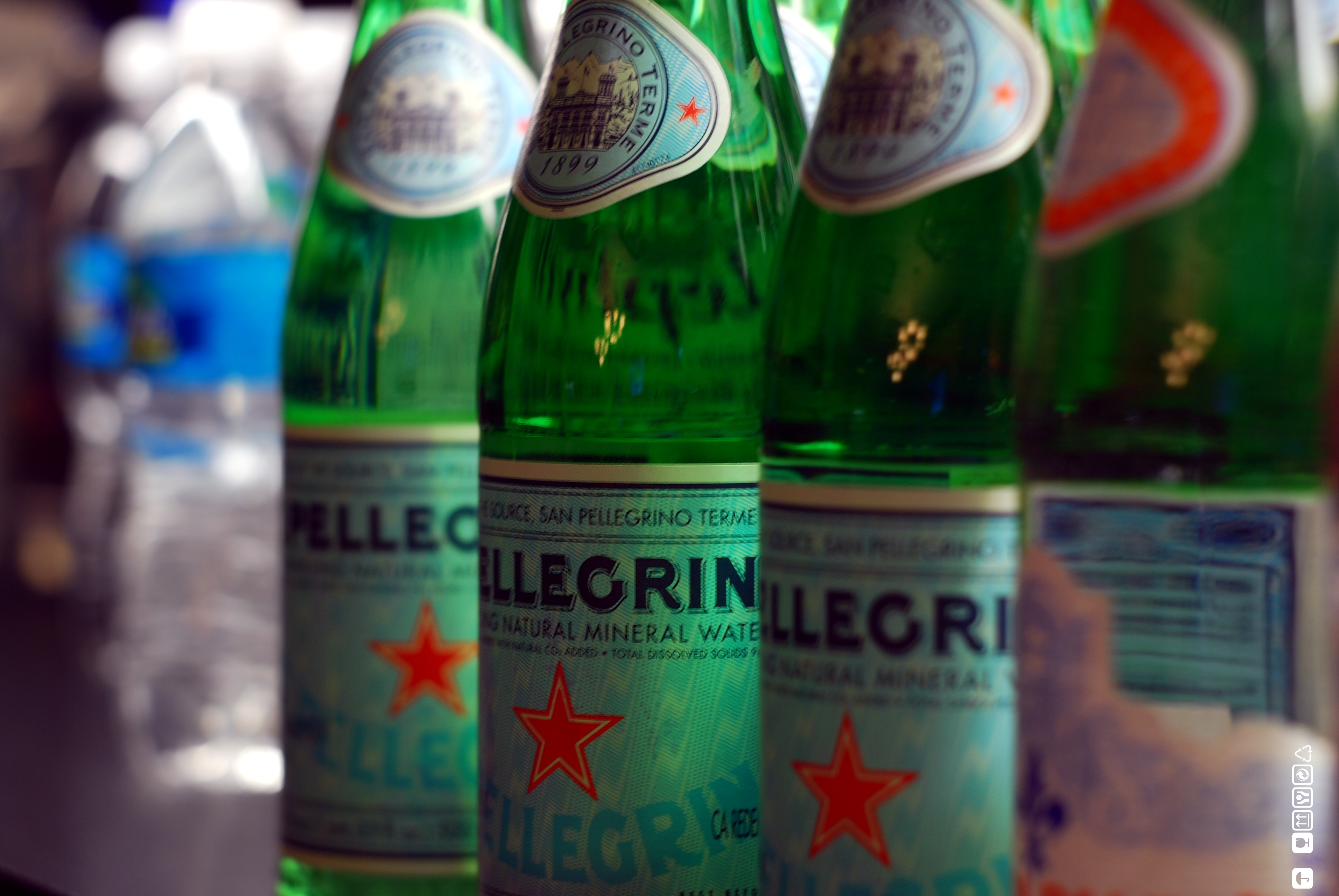
Sanpellegrino-Mineralwasser

- Acqua Panna, stilles Mineralwasser aus der Toskana
- Levissima
- Nestlé Vera
- Pejo
- Recoaro
- S.Pellegrino
- San Bernardo

Erfrischungsgetränke:
- Sanpellegrino Essenza, ein kohlensäurehaltiges Fruchtsaftgetränk in den Geschmacksrichtungen Aranciata (Orange), Aranciata Rossa (Orange/Blutorange), Aranciata Amara (Bitterorange), Limonata (Zitrone), Chinotto (Chinottofrucht/Bitterorange), Limone e Menta (Zitrone und Minze), Melograno e Arancia (Granatapfel und Orange), Clementina (Mandarine, Orange und Clementine) und Pompelmo (Grapefruit)
- Chinò Sanpellegrino, ein Chinotto
- Vera, kohlensäurehaltige Getränke in den Geschmacksrichtungen Ginger, Cola, Orange, Zitrone, Blutorange, Grapefruit, Spuma Bionda, Old Tonic Gusto Tonificante
- Beltè, Eistee in den Geschmacksrichtungen Zitrone und Grüner Tee

Aperitif:
- Gingerino, von Recoaro

Außerdem gehört das alkoholfreie, bittere Getränk Sanbittèr, das zur Zubereitung von Cocktails verwendet wird, zu den Produkten der Sanpellegrino-Gruppe. Es wird in den Varianten Rot, Dry und Gold angeboten.
Das Unternehmen besitzt und besaß verschiedene Markennamen für Lebensmittel und Dienstleistungen, siehe Liste von Nestlé-Markennamen (Wasser)#Rechteinhaber: Sanpellegrino S.p.A.